# Patriot Hills Base Camp
Koordinaten: 80° 19′ S, 81° 16′ W

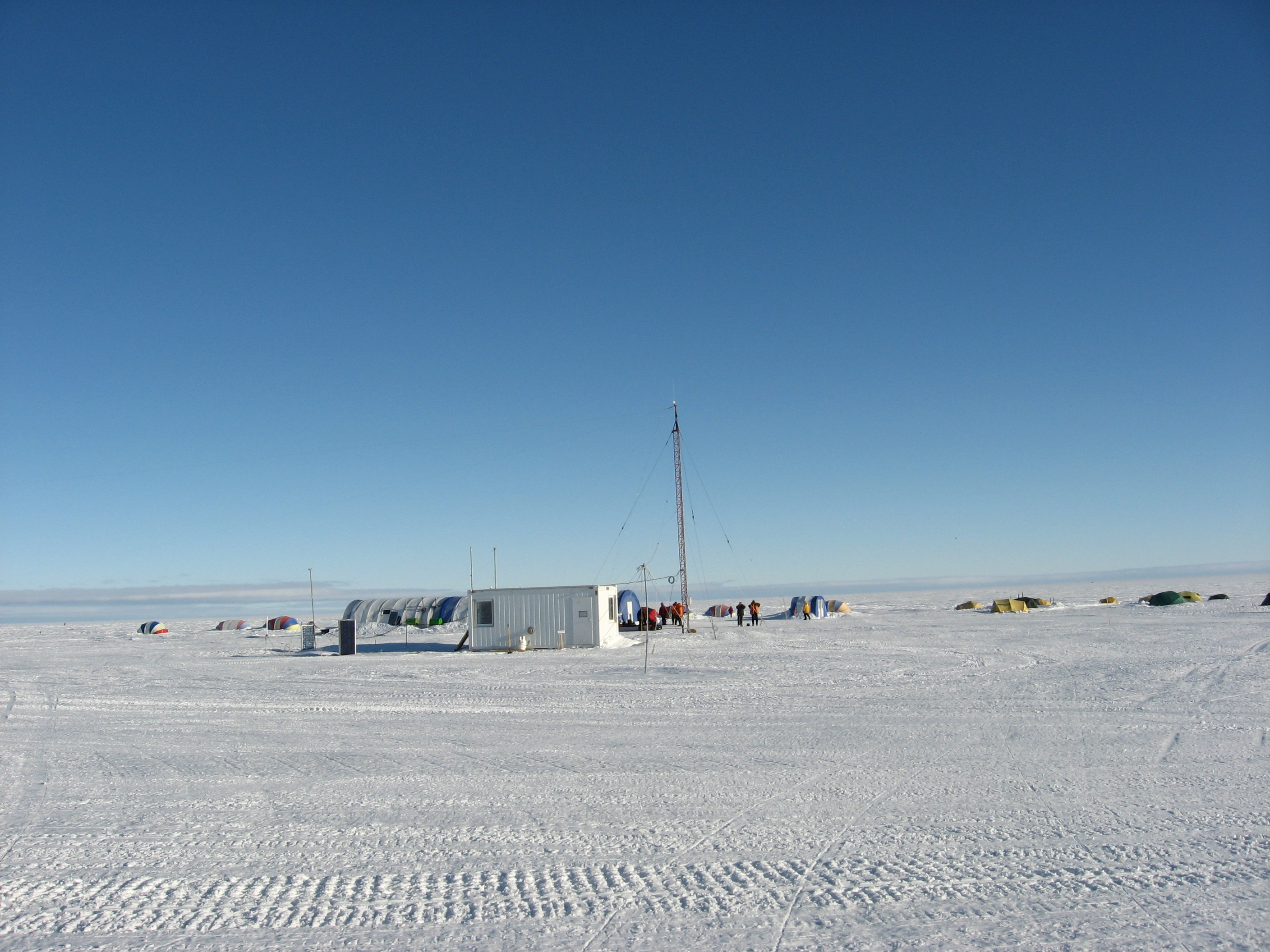
Das Patriot Hills Base Camp

Das Patriot Hills Base Camp war ein Zeltlager im Ellsworthland im Westen der Antarktis. Es lag am südlichen Ende des Ellsworthgebirges direkt nördlich der namensgebenden Patriot Hills, einer schneebedeckten Hügelkette. Das Lager wurde vom Privatunternehmen Adventure Network International (inzwischen im Besitz von Antarctic Logistics & Expeditions LLC) betrieben und war somit das einzige privat betriebene Lager auf dem antarktischen Kontinent. 2010 wurde es durch das neu errichtete Union Glacier Camp abgelöst.
Das Patriot Hills Base Camp wurde 1987 errichtet und nur in den Sommermonaten November bis Januar genutzt. Es war für viele Abenteurer und Forscher ein Zwischenhalt auf dem Weg vom chilenischen Punta Arenas ins Innere der Antarktis. Die Flugzeit von Punta Arenas beträgt etwa 4,5 Stunden.
Das Lager wurde nahe einem der seltenen Blaueisfelder errichtet, das als Start- und Landebahn für kleinere Flugzeuge dient.
Das Herz des Lagers war das Gemeinschaftszelt, das als allgemeiner Aufenthaltsraum und Speiseraum diente. Im Kommunikationszelt, dessen Geräte mit Solarstrom betrieben wurden, standen Hochfrequenz-Funkgeräte, mit denen Kontakt mit Punta Arenas und den durchs ewige Eis reisenden Expeditionen gehalten wurde. Die Bewohner des Lagers waren in Zwei-Personen-Zelten untergebracht.
In den Sommermonaten steigt die Temperatur bis auf −15 °C. Die Temperatur in den Wintermonaten wird auf etwa −40 °C geschätzt, bislang hat allerdings noch niemand im Ellsworthgebirge überwintert.
Das Camp war Ausgangspunkt für viele Expeditionen zum knapp 120 Kilometer entfernten Mount Vinson. Im antarktischen Frühjahr 1989 war es Ausgangspunkt der Kontinentaldurchquerung von Reinhold Messner und Arved Fuchs, die über den Südpol zur McMurdo-Station führte.
Im Jahr 2010 wurde das Camp geschlossen, Antarctic Logistics & Expeditions LLC nutzt seitdem das neu errichtete Union Glacier Camp. Grund für die Verlegung waren die Wetterbedingungen. Durch die nahen Patriot Hills entstanden oft heftige Windböen, die nicht vorhersagbar waren und den Flugbetrieb stark störten. Durch die steigende Anzahl von Touristen in Antarktika und den daraus resultierenden Anstieg der Flüge von und zum Camp entschied sich das Unternehmen, seine Operationen zu verlagern. Die Blaueis-Landebahn bei den Patriot Hills wird weiterhin als Ausweich-Landebahn genutzt.

## Weblinks

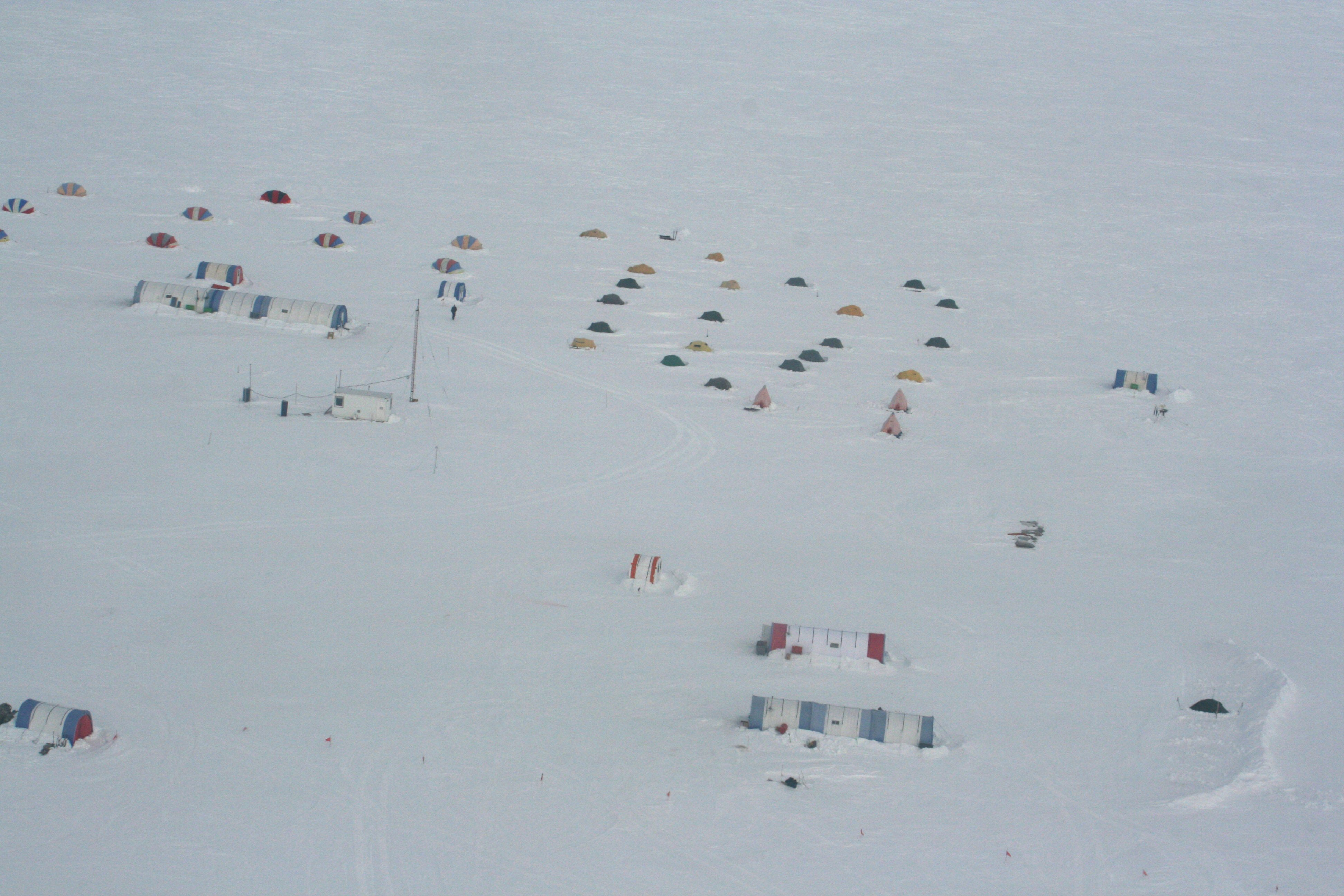
Das Lager aus der Luft: Lange Tunnelzelte, Kuppelzelte, ein Container mit Funkantenne (2007)